# Paysage avec la fuite en Égypte (Carracci)
Le Paysage avec la fuite en Égypte est une peinture sur toile réalisée entre 1602 et 1604 par le peintre baroque italien Annibale Carracci. Elle est conservée dans le palais pour lequel elle a été peinte dans le cadre de la collection de la Galerie Doria-Pamphilj à Rome.

## Histoire
Au tout début du XVIIe siècle, le cardinal Pietro Aldobrandini commande au peintre six tableaux destinés à décorer la chapelle privée du palais familial. En raison de la forme des murs, les œuvres sont créées en forme de lunette (pour cette raison, les six toiles sont également connues sous le nom de Lunettes Aldobrandini).
Seuls le Paysage avec la Fuite en Égypte et, au moins en partie, le Paysage avec l'Enterrement du Christ sont créés personnellement par Carracci. Les quatre lunettes restantes sont confiées par Annibale à ses élèves qui travaillent à partir de ses dessins.
On suppose qu'Annibale abandonne ce chantier à l'atelier après avoir créé les deux premières lunettes, en raison de l'apparition en 1605, de la maladie qui l'afflige pendant les dernières années de sa vie. La poursuite de cette entreprise décorative est principalement due à Francesco Albani qui remplace le maître comme titulaire de la commission. Il obtient de fait le dernier paiement des Aldobrandini alors qu'Annibale est déjà décédé depuis quelques années.
Plus tard, les peintures sont enlevées et la chapelle détruite : le Paysage avec la fuite en Égypte (avec les cinq lunettes restantes du cycle) entre dans les collections Pamphilij comme partie de la dot d'Olimpia Aldobrandini, qui épouse de Camillo Francesco Maria Pamphili en 1647.

## Description et style

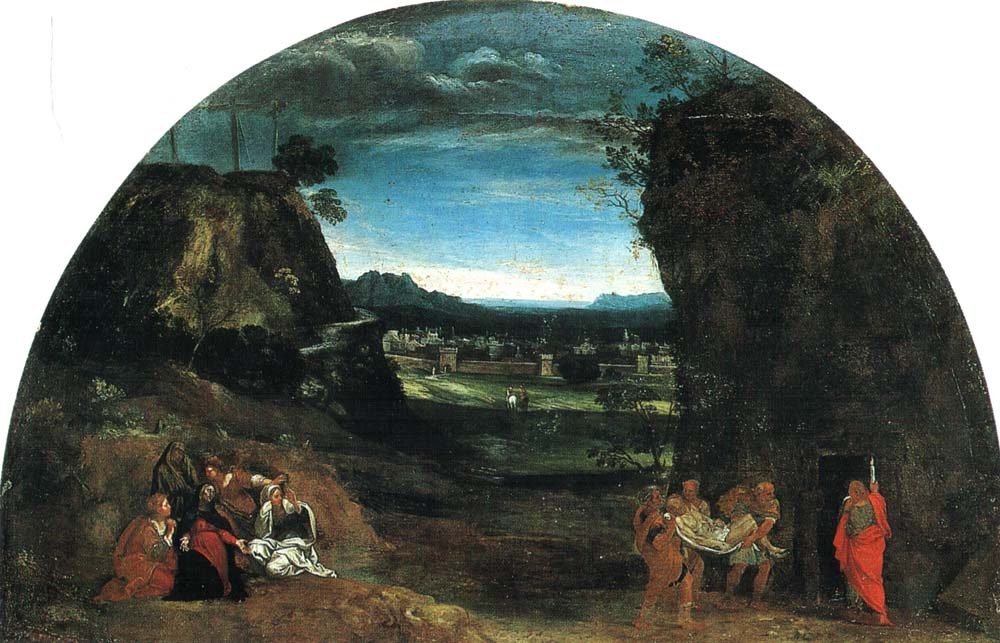
Annibale Carracci, Paysage avec l'enterrement du Christ, 1604, Rome, Galerie Doria-Pamphilij, la deuxième des six lunettes Aldobrandini au moins en partie due à la main d'Annibale.

L'effet recherché est celui de la fusion parfaite sur le plan sentimental entre les personnages sacrés, leur histoire et le paysage environnant, qui est donc recréé et reconstruit idéalement, même s'il conserve une vérité de rendu de la lumière, de la couleur et des effets atmosphériques.

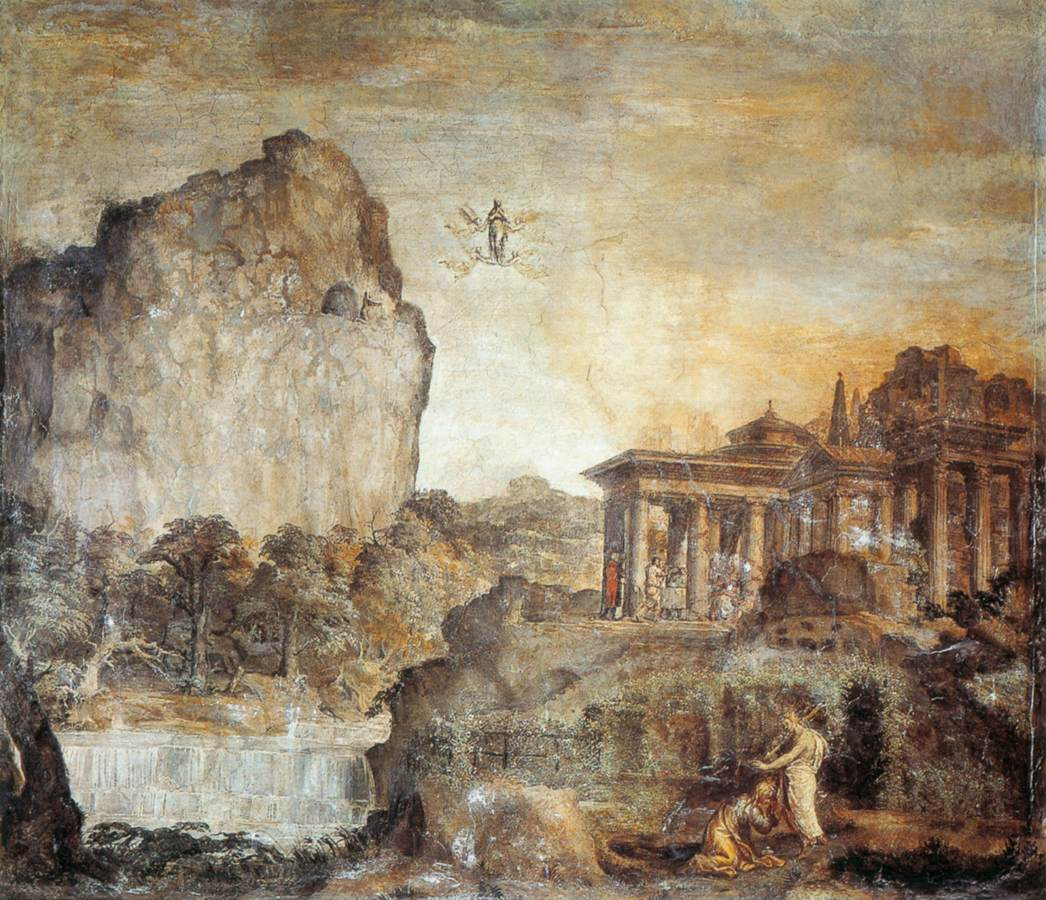
Polidoro da Caravaggio, Épisodes de la vie de sainte Marie-Madeleine, fresque, 1525-1527, église San Silvestro al Quirinale, Rome.

Une série de diagonales de composition forment une grille à l'intérieur de laquelle les différents éléments du paysage sont disposés comme des ailes en perspective d'une scénographie théâtrale, pour donner profondeur et lisibilité à la scène et concentrer l'attention sur les trois petits personnages de la Sainte Famille qui entre en Egypte. Les personnages sacrés sont également mis en valeur par leur position surélevée par rapport au fond.
Les arbres de gauche sont en pénombre et soulignent leurs silhouettes grâce à un effet de contre-jour qui permet de voir en profondeur le plan d'eau et l'ambiance environnante, leur présence est parfaitement équilibrée par les deux arbres au loin à droite.
Cette méthode, qui procède par équilibrage des éléments individuels le long des diagonales de la composition, recrée artificiellement le paysage selon l'idéal classique en vogue à l'époque.
La vision se termine par l'image d'une ville avec des bâtiments anciens, parmi lesquels on peut également voir une référence au dôme du Panthéon.
Comme c'est typique de la peinture d'Annibale Carracci, même dans ce cas, l'invention n'est pas sans références à la grande tradition de la Renaissance. En ce sens, l'influence des fresques de Polidoro da Caravaggio réalisées pour l'église San Silvestro al Quirinale à Rome (1525-1527), y a été remarquée.

## Analyse
Ce tableau, pour son interprétation équilibrée et rationnelle et pour l'idéalisation de la nature, représente une étape importante, un archétype, de la peinture paysagère du XVIIe siècle, d'abord à Rome puis dans la peinture européenne. Il sera pris comme modèle par divers artistes ultérieurs, spécialistes de la peinture de paysage, comme le Dominiquin, Nicolas Poussin, Claude Lorrain, Herman van Swanevelt, Gaspard Dughet, pour ne citer que les plus connus.
Il s'agit de l'exemple le plus typique d'un paysage idéal dans lequel chaque élément naturel est inséré dans une composition parfaitement calibrée et équilibrée, à la recherche d'un équilibre formel et d'une beauté idyllique.
L'œuvre est souvent considérée comme une œuvre clé de la peinture de paysage baroque et constitue « l'exemple le plus célèbre » du « nouveau style de paysage » développé par Carrache à Rome, des « panoramas de paysage soigneusement construits », selon Rudolf Wittkower. Pour John Rupert Martin, il s'agit du « paysage classique archétypal, qui sera plus tard imité par des variations du Dominiquin, de Poussin et de Claude ... la petite échelle des personnages par rapport au cadre naturel spacieux établit immédiatement une nouvelle priorité dans laquelle le paysage prend la première place et l'histoire la seconde ». IL est « nouveau » pour la peinture italienne, car de telles œuvres étaient courantes dans la peinture du Nord depuis que Joachim Patinier avait commencé à utiliser la même inversion d'échelle près d'un siècle auparavant. Le voyage de la Sainte Famille est repris par d'autres éléments en mouvement, notamment les moutons, les oiseaux, les vaches et les chameaux sur la crête à gauche.
Wittkower y voit « une conception héroïque et aristocratique de la Nature apprivoisée et ennoblie par la présence de l'homme », car de telles œuvres contiennent toujours un grand élément artificiel, ici le château « sévèrement composé d'horizontales et de verticales » sous lequel se meut le groupe. Ils sont placés à la rencontre de deux diagonales représentées par les moutons et la rivière, « ainsi les figures et les bâtiments se fondent intimement dans le motif soigneusement agencé du paysage ».
Kenneth Clark mentionne l'œuvre comme un exemple de « paysage idéal » poussé à se promouvoir dans la hiérarchie des genres en imitant (en l'absence de nombreuses preuves de ce qu'était la peinture de paysage classique) une vision essentiellement littéraire, largement dérivée des poèmes pastoraux de Virgile : « les traits qui la composent doivent être choisis dans la nature, comme la diction poétique est choisie dans le langage ordinaire, pour leur élégance, leurs associations anciennes et leur faculté de combinaison harmonieuse. Ut pictura poesis ». L'éloge de Clark pour cette œuvre est visiblement mitigé, car il manque de l'esprit qu'il trouve chez Giorgione et Claude dans la même tradition : « Dans leurs meilleurs moments, comme dans les lunettes de la galerie Doria, les paysages d'Annibale Carracci sont d'admirables pièces picturales, dans lesquelles des parties agréablement stylisées sont construites en un tout harmonieux. On reconnaît la science qui a présidé à la construction du château au centre de la Fuite en Égypte ... Mais en fin de compte, ces paysages éclectiques n'intéressent que les historiens »